# 2014 en natation
| Années de la natation : 2011 - 2012 - 2013 - 2014 - 2015 - 2016 - 2017    |
| Décennies de la natation : 1980 - 1990 - 2000 - 2010 - 2020 - 2030 - 2040 |

Les faits marquants de l'année 2014 en natation : natation sportive, natation synchronisée, plongeon et water-polo.

## Calendrier international
- 13 au 24 août[1] : Championnats d'Europe de natation 2014 à Berlin (Allemagne).
- 16 au 28 août : natation et plongeon aux Jeux olympiques de la jeunesse d'été de 2014 à Nankin (Chine).
- 19 septembre au 4 octobre : Jeux asiatiques de 2014 à Incheon (Corée du Sud).
- 3 au 7 décembre : Championnats du monde de natation en petit bassin 2014 à Doha (Qatar).